# Goldenes Buch (Heidelberg)

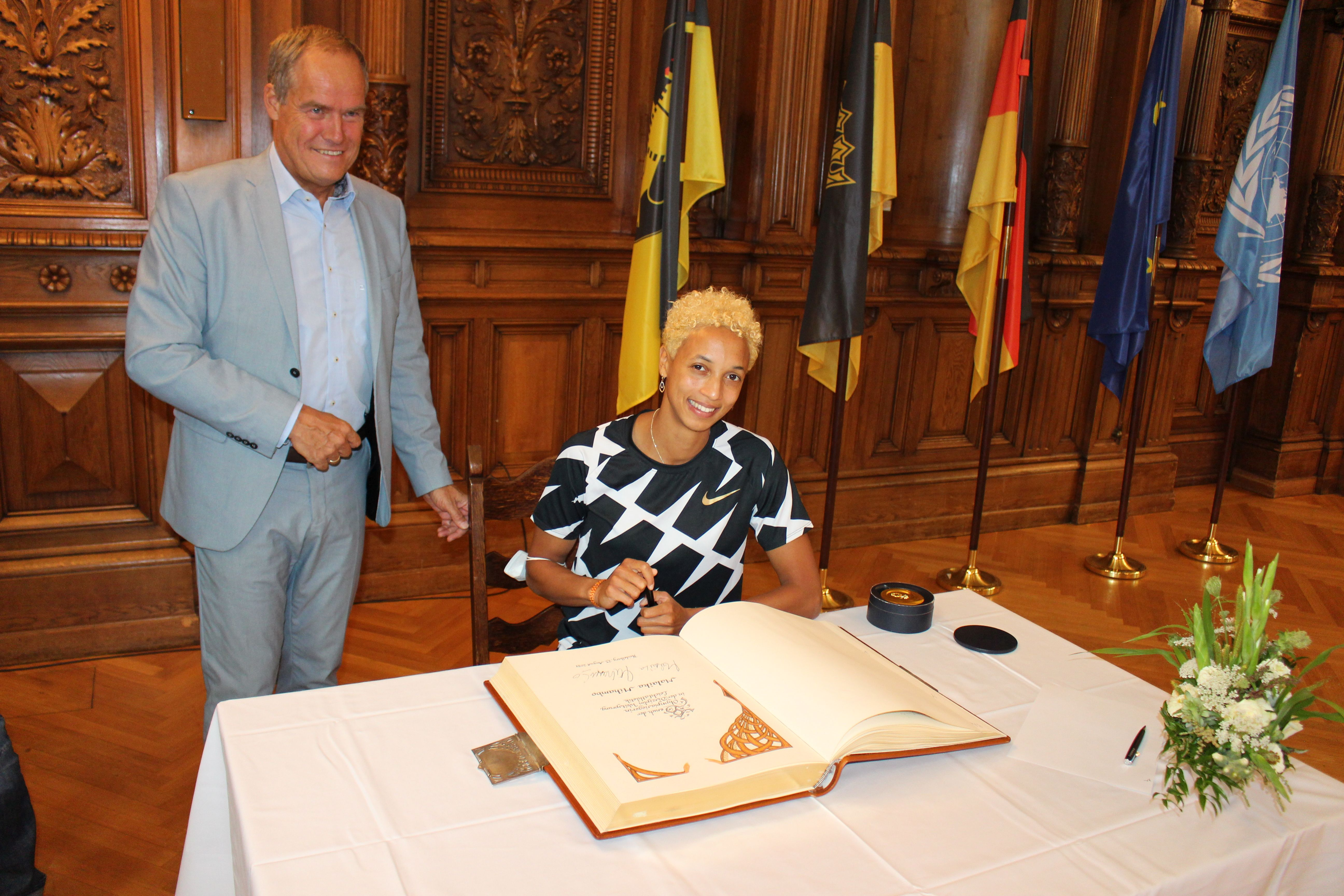
Die Leichtathletin Malaika Mihambo trägt sich am 23. August 2021 in Anwesenheit von Oberbürgermeister Eckart Würzner in das goldene Buch ein.

In das Goldene Buch der Stadt Heidelberg dürfen sich seit 1903 besondere und ranghohe Gäste eintragen, die in Heidelberg zu Besuch sind oder sich dort aufhalten.

## Geschichte
Die allerersten Gäste, die sich in das Goldene Buch der Stadt Heidelberg eintragen durften, waren 1903 der badische Großherzog Friedrich II. von Baden und seine Gattin Louise von Baden. Erst seit April 2010 wird der zweite Buchband verwendet. Somit hinterlässt jeder Eintrag auch ein Stück Stadtgeschichte.

## Aufbau
Das Buch ist fast einen halben Meter lang, 33 cm breit und wiegt über zwölf Kilogramm.
Beide Bände sind mit kunstvoller Handarbeit angefertigt, aber auch mit einem Lederband, Goldschnitt und einer silbernen Buchschließe versehen. Auf der ersten Buchseite gibt es einen Leinendruck mit Goldrand, der an das Ölgemälde Alte Brücke – Abendlicht der Künstlerin Philine Maurus erinnert, zu entdecken. Eckart Würzner, der Oberbürgermeister der Stadt Heidelberg, hatte das Werk der Künstlerin extra für dieses Buch erworben. Das Motiv erinnert an die Weltoffenheit der Stadt.
Die Kalligrafin Kornelia Roth gestaltet für jeden Gast und auch für jedes Ereignis eine eigene Seite im Buch. Allerdings wurde im ersten Band der Besuchsgrund nur selten erwähnt. Während der Gestaltung bleiben Tinte und Farben immer gleich. Die Gestaltung einer Seite dauert etwa 19 Stunden und es dürfen währenddessen keine Fehler unterlaufen; Nachkorrekturen sind nicht möglich.

## Einträge (Auswahl)
- Der Friedensnobelpreisträger Nelson Mandela trug sich am 11. September 1999, nach seinem Besuch in Frankfurt am Main und während des darauffolgenden Besuchs in Heidelberg, auf dem Heidelberger Schloss und in Anwesenheit von damaligen Heidelberger Oberbürgermeisterin Beate Weber-Schuerholz sowie mehrerer interessierter Menschen, in das goldene Buch ein.[2][3]
- Auch viele deutsche Bundespräsidenten trugen sich bei ihrem Besuch und Aufenthalt in Heidelberg in das goldene Buch ein. Die jüngsten Beispiele sind Joachim Gauck am 23. Juni 2015[4] sowie Frank-Walter Steinmeier am 28. August 2019.[5]
- Neben in- und ausländischen Politikerinnen und Politikern durften sich auch andere wichtige oder prominente Personen in das goldene Buch eintragen. Ein Beispiel ist die französische Botschafterin Anne-Marie Descôtes am 18. Februar 2019.[1]